# Sphodromantis gracilicollis
Sphodromantis gracilicollis es una especie de mantis de la familia Mantidae.

## Distribución geográfica
Se encuentra en Gabón, Ghana, Guinea, Nigeria, Senegal y República Centroafricana.